# Heidolsheim
Heidolsheim est une commune française située dans la circonscription administrative du Bas-Rhin et, depuis le 1er janvier 2021, dans le territoire de la Collectivité européenne d'Alsace, en région Grand Est.
Cette commune du Grand Ried, entre Sélestat et Marckolsheim, se trouve dans la région historique et culturelle d'Alsace.
Les habitants sont appelés depuis les années vingt les Heidolsheimois par la tradition journalistique.

## Géographie

### Localisation
Il s'agit d'un ancien village-rue du Bas-Rhin, aujourd'hui une localité avec lotissement et résidences pavillonnaires située à 173 mètres d'altitude dans l'arrondissement de Sélestat-Erstein, dans le canton de Marckolsheim, sur la route départementale qui va de Sélestat à Marckolsheim. La commune est traversée par la petite rivière Blind à l'ouest, et limitée à l'est par l'ancienne voie romaine.
À l'est, le territoire communal s'étale sur la basse terrasse würmienne d'origine rhénane mais remaniée à l'holocène. L'Ouest de la commune fait partie du champ d'inondation de l'Ill, autrement dit le "ried de l'Ill", marqué par des terres d'alluvions rhénanes post-glaciaire enrichies de plus en plus vers l'ouest par des limons amenés par le « ried noir » rhénan.

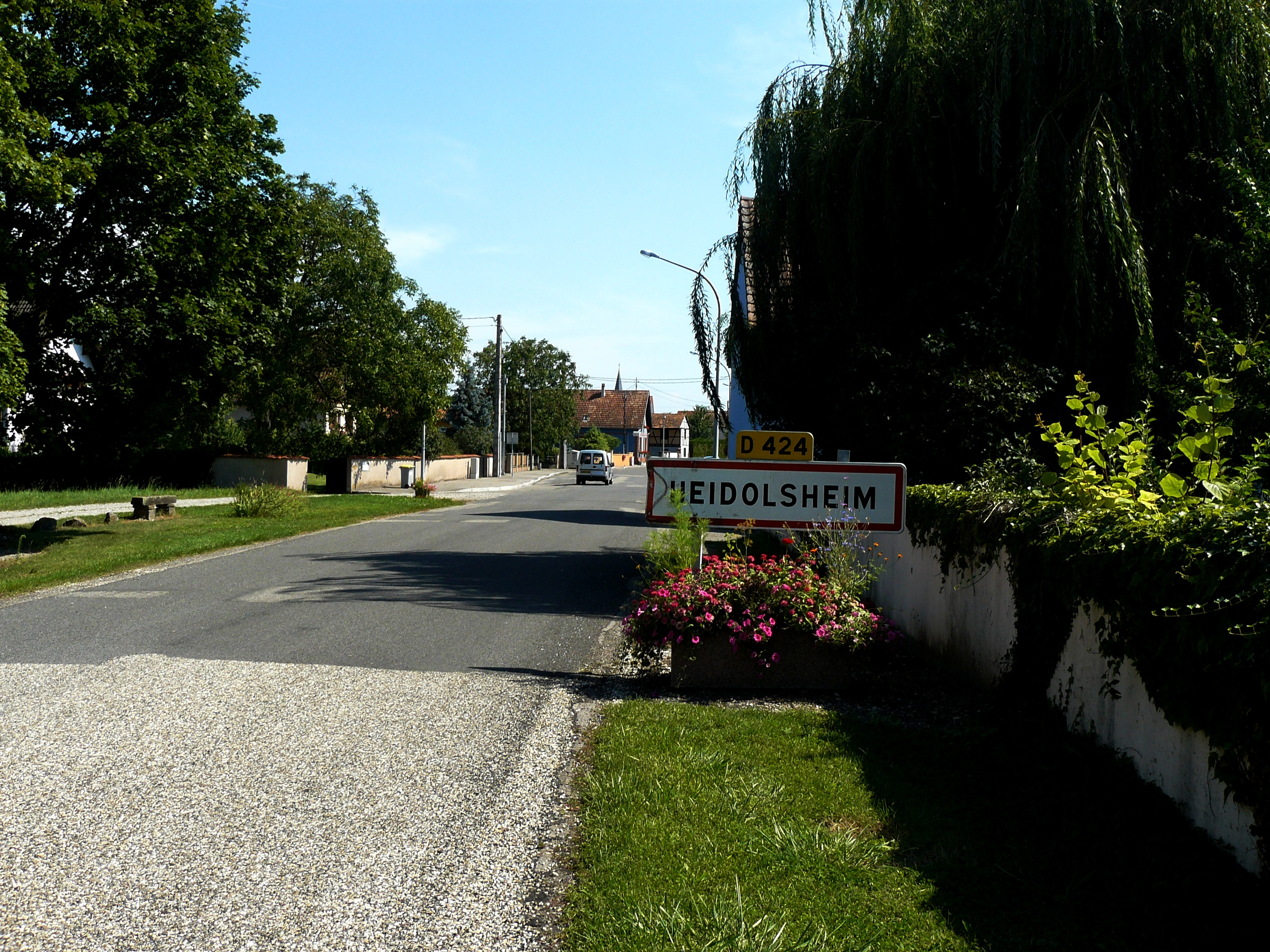
Entrée du village de Heidolsheim en venant de Sélestat.

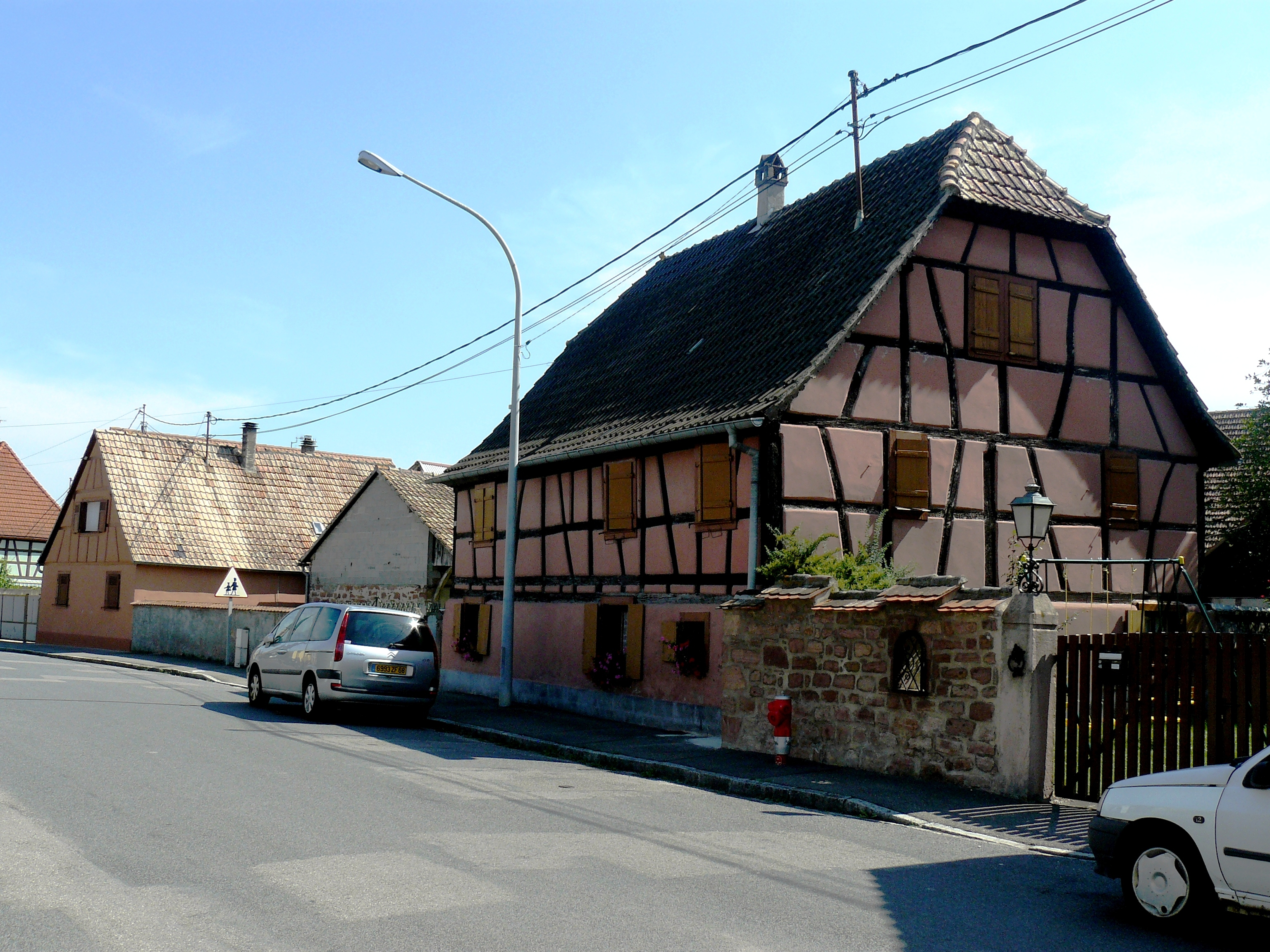
Maison à colombages.

### Communes limitrophes
|          | Mussig      |            |
| Sélestat | Heidolsheim | Hessenheim |
|          | Ohnenheim   |            |

### Écarts et lieux-dits
Schnellenbuhl était autrefois un important village du Ried, entièrement dévasté par les Suédois puis abandonné par la population. Aujourd'hui ce hameau comprend encore quelques maisons, à un nœud routier, à l'ouest du centre de la commune.

### Hydrographie

#### Réseau hydrographique
La commune est dans le bassin versant du Rhin au sein du bassin Rhin-Meuse. Elle est drainée par le ruisseau la Blind et le ruisseau le Blindengraben,.
La Blind, d'une longueur de 22 km, prend sa source dans la commune de Muntzenheim et se jette  dans l'Ill à Muttersholtz, après avoir traversé douze communes. 

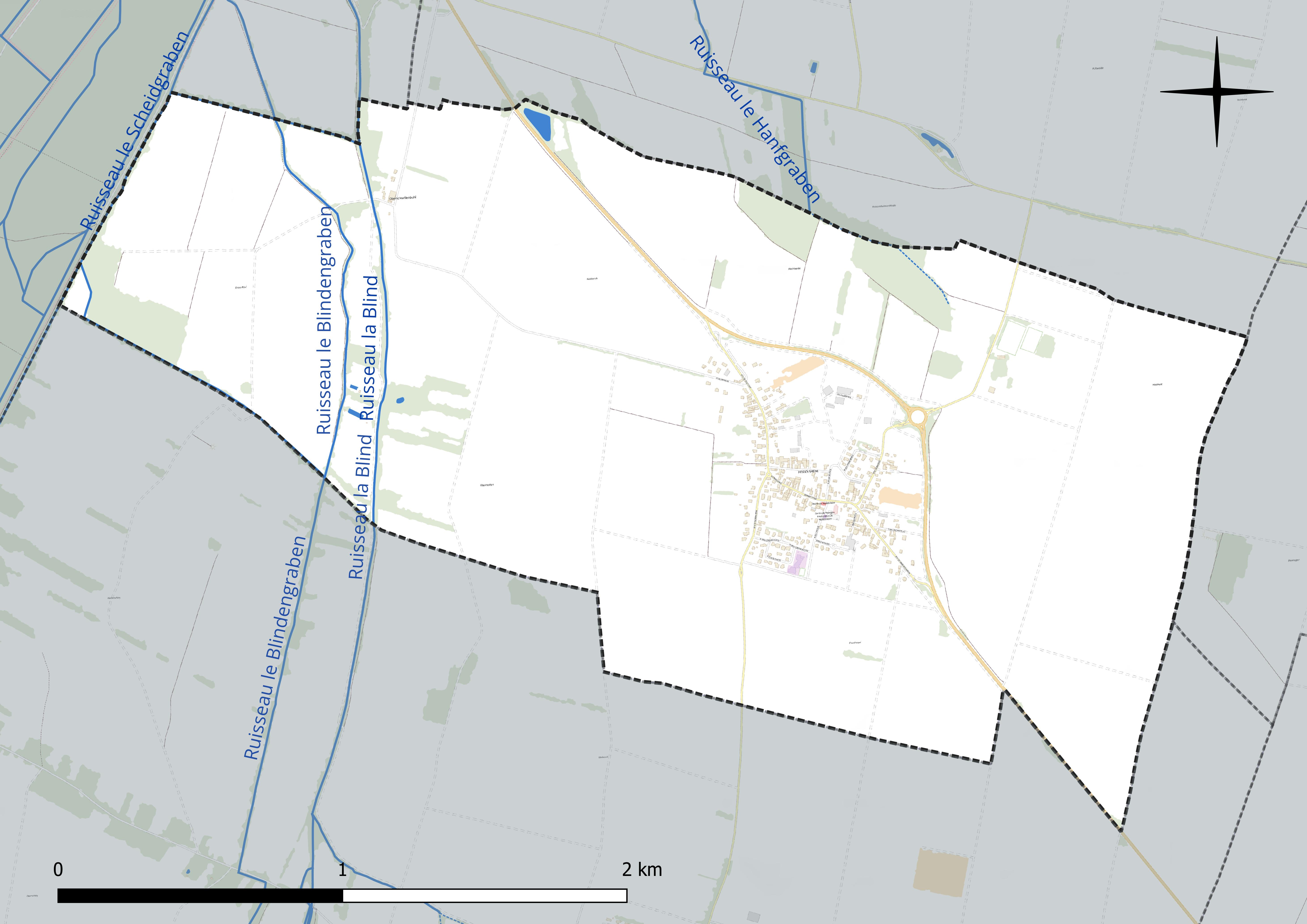
Réseau hydrographique de Heidolsheim.

#### Gestion et qualité des eaux
Le territoire communal est couvert par le schéma d'aménagement et de gestion des eaux (SAGE) « Ill Nappe Rhin ». Ce document de planification concerne la nappe phréatique rhénane, les cours d'eau de la plaine d'Alsace et du piémont oriental du Sundgau, les canaux situés entre l'Ill et le Rhin et les zones humides de la plaine d'Alsace. Le périmètre s’étend sur 3 596 km2. Il a été approuvé le 17 janvier 2005. La structure porteuse de l'élaboration et de la mise en œuvre est la région Grand Est. 
La qualité des cours d’eau peut être consultée sur un site dédié géré par les agences de l’eau et l’Agence française pour la biodiversité.

#### Risques d'inondation
La vallée de l'Ill comme l'ensemble du département a connu plusieurs inondations importantes. On peut citer au 20e siècle, les crues de 1910, 1919, 1947, 1955, 1983 et 1990 notamment qui ont causé de nombreux dégâts (destructions de ponts, inondations de zones industrielles et d’ agglomérations). Les inondations de l'Ill ont lieu essentiellement en période hivernale et printanière à la suite de pluies abondantes parfois associées à la fonte du manteau neigeux. Les crues de 1983 et de 1990 ont présenté une période de retour entre 20 et 50 ans. Afin d'anticiper et de gérer une éventuelle inondation, un Plan de prévention des risques d'inondation de l'lll  a été approuvé par arrêté préfectoral le 30 janvier 2020. 21 % de la superficie du ban communal est concerné par le risque inondation. Il n’y a pas de risque pour la population et les biens puisque le secteur urbanisé se situe hors des zones inondables localisées à l'ouest du village.

### Climat
Pour des articles plus généraux, voir Climat du Grand Est et Climat du Bas-Rhin.
En 2010, le climat de la commune est de type climat océanique altéré, selon une étude du Centre national de la recherche scientifique s'appuyant sur une série de données couvrant la période 1971-2000. En 2020, Météo-France publie une typologie des climats de la France métropolitaine dans laquelle la commune est exposée à un climat semi-continental et est dans la région climatique  Alsace, caractérisée par une pluviométrie faible, particulièrement en automne et en hiver, un été chaud et bien ensoleillé, une humidité de l’air basse au printemps et en été, des vents faibles et des brouillards fréquents en automne (25 à 30 jours). 
Pour la période 1971-2000, la température annuelle moyenne est de 10,5 °C, avec une amplitude thermique annuelle de 17,8 °C. Le cumul annuel moyen de précipitations est de 553 mm, avec 7,6 jours de précipitations en janvier et 9 jours en juillet. Pour la période 1991-2020, la température moyenne annuelle observée sur la station météorologique de Météo-France la plus proche, « Selestat Sa », sur la commune de Sélestat à 8 km à vol d'oiseau, est de 11,4 °C et le cumul annuel moyen de précipitations est de 621,1 mm. 
La température maximale relevée sur cette station est de 39,3 °C, atteinte le 13 août 2003 ; la température minimale est de −17 °C, atteinte le 20 décembre 2009,,. 
Les paramètres climatiques de la commune ont été estimés pour le milieu du siècle (2041-2070) selon différents scénarios d'émission de gaz à effet de serre à partir des nouvelles projections climatiques de référence DRIAS-2020. Ils sont consultables sur un site dédié publié par Météo-France en novembre 2022.

## Urbanisme

### Typologie
Au 1er janvier 2024, Heidolsheim est catégorisée commune rurale à habitat dispersé, selon la nouvelle grille communale de densité à sept niveaux définie par l'Insee en 2022.
Elle est située hors unité urbaine. Par ailleurs la commune fait partie de l'aire d'attraction de Sélestat, dont elle est une commune de la couronne,. Cette aire, qui regroupe 37 communes, est catégorisée dans les aires de 50 000 à moins de 200 000 habitants,.

### Occupation des sols
L'occupation des sols de la commune, telle qu'elle ressort de la base de données européenne d’occupation biophysique des sols Corine Land Cover (CLC), est marquée par l'importance des territoires agricoles (87,6 % en 2018), en diminution par rapport à 1990 (89,8 %). La répartition détaillée en 2018 est la suivante : 
terres arables (67,3 %), zones agricoles hétérogènes (20,3 %), zones urbanisées (7,8 %), forêts (4,6 %). L'évolution de l’occupation des sols de la commune et de ses infrastructures peut être observée sur les différentes représentations cartographiques du territoire : la carte de Cassini (XVIIIe siècle), la carte d'état-major (1820-1866) et les cartes ou photos aériennes de l'IGN pour la période actuelle (1950 à aujourd'hui).

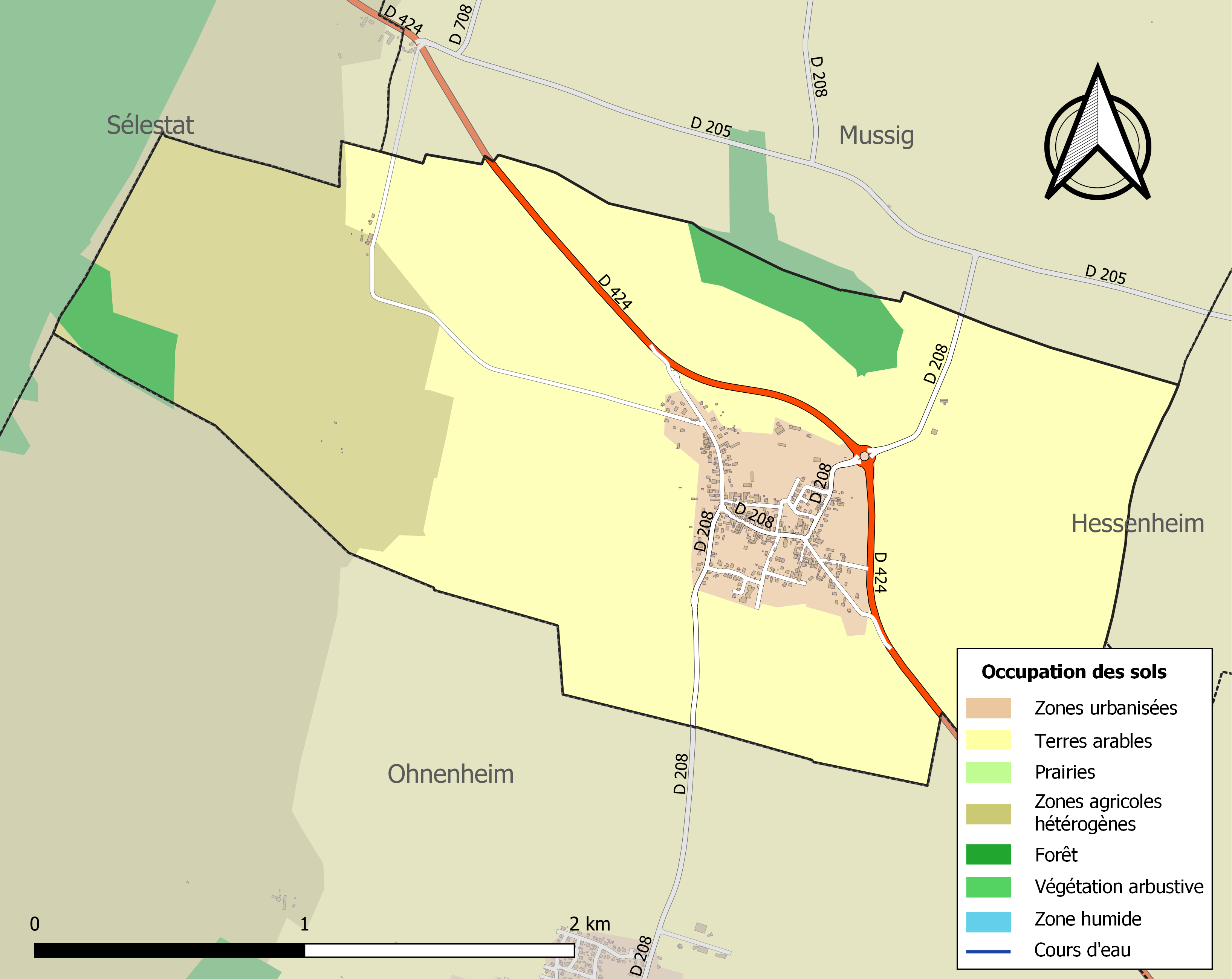
Carte des infrastructures et de l'occupation des sols de la commune en 2018 (CLC).

## Toponymie
On trouve les noms suivants : Hodulsesheimen ou Hodulfeshaim l'an 747 (abbaye de Munster),  Haidulfesheim ou Haidulfushaim en 801 (document de l'abbaye de Fulda), Heidolsvesheim en 1120 (cartulaire de Hugshoffen).

## Histoire

### Origine
À proximité de la localité, l'archéologue a trouvé des tumuli celtiques de l'âge du fer, entre 700 et 550 avant J.-C., où se trouvaient quelques bijoux laissés au défunts tels que des annelets massifs et des boucles d'oreilles en or, ainsi des tombes gallo-romaines puis mérovingiennes, ces dernières à proximité de la voie gauloise puis romaine. Le terroir ou domaine est probablement bien mis en valeur, au niveau agropastoral, dès l'époque de la Tène finale.
Le trésor le plus vieux mis au jour à Heidolsheim n'est ni tumulaire ni (proto)celtique, ce dépôt d'or de thésaurisation oublié ou laissé en offrande à la terre-mère date du bronze ancien de la culture d'Unetice finale, entre -1700 et -1600 ans avant J.-C. L'essentiel du trésor, soit un gros bracelet et neuf enroulements ou « virioles » en or, est conservé au musée des Antiquités nationales de Saint-Germain-en-Laye, une spirale étant conservée au musée archéologique de Strasbourg.

### Un village appartenant aux Habsbourg
Le village est d'abord géré par l'abbaye de Munster, qui y possède des biens avec l'abbaye de Fulda et le monastère de Hugshofen à la fin du XIe siècle. Par la suite les deux villages et la terre du ban sont une possession féodale de la maison Habsbourg, puis en 1361 l'ensemble est donné en fief par Rudolf d'Autriche à ses vassaux Rathsamhausen. La famille Mörsberg par acquisition de droits partage la seigneurie, puis remplace les précédents seigneurs, d'abord partiellement sur délégation avant le XVIe siècle puis définitivement en 1538. Le village et le domaine cultivé est ensuite vendu aux comtes de Rappolstein ou de Ribeaupierre, qui, dans la bailliage de Guémar, le conserve en fief jusqu'à la Révolution française.
La commune conserve un ancien moulin et développe au XIXe siècle le tissage de la soie à domicile. L'activité principale reste cependant l'agriculture.

## Politique et administration

### Liste des maires
| Période                                  | Période                   | Identité                                  | Étiquette | Qualité     |
| ---------------------------------------- | ------------------------- | ----------------------------------------- | --------- | ----------- |
| Les données manquantes sont à compléter. |                           |                                           |           |             |
|                                          | mars 2001                 | Louis Jehl                                |           |             |
| mars 2001                                | En cours (au 31 mai 2020) | Alex Jehl, Réélu pour le mandat 2020-2026 |           | Agriculteur |

## Population et société

### Démographie
L'évolution du nombre d'habitants est connue à travers les recensements de la population effectués dans la commune depuis 1793. Pour les communes de moins de 10 000 habitants, une enquête de recensement portant sur toute la population est réalisée tous les cinq ans, les populations de référence des années intermédiaires étant quant à elles estimées par interpolation ou extrapolation. Pour la commune, le premier recensement exhaustif entrant dans le cadre du nouveau dispositif a été réalisé en 2004.

En 2022, la commune comptait 572 habitants, en évolution de +11,28 % par rapport à 2016 (Bas-Rhin : +3,17 %, France hors Mayotte : +2,11 %).
| 1793 | 1800 | 1806 | 1821 | 1831 | 1836 | 1841 | 1846 | 1851 |
| ---- | ---- | ---- | ---- | ---- | ---- | ---- | ---- | ---- |
| 268  | 253  | 254  | 293  | 338  | 340  | 366  | 393  | 374  |

| 1856 | 1861 | 1866 | 1871 | 1875 | 1880 | 1885 | 1890 | 1895 |
| ---- | ---- | ---- | ---- | ---- | ---- | ---- | ---- | ---- |
| 413  | 416  | 436  | 440  | 367  | 370  | 347  | 335  | 349  |

| 1900 | 1905 | 1910 | 1921 | 1926 | 1931 | 1936 | 1946 | 1954 |
| ---- | ---- | ---- | ---- | ---- | ---- | ---- | ---- | ---- |
| 351  | 374  | 381  | 326  | 278  | 289  | 280  | 278  | 284  |

| 1962 | 1968 | 1975 | 1982 | 1990 | 1999 | 2004 | 2006 | 2009 |
| ---- | ---- | ---- | ---- | ---- | ---- | ---- | ---- | ---- |
| 270  | 292  | 284  | 296  | 299  | 359  | 443  | 473  | 467  |

| 2014 | 2019 | 2022 | - | - | - | - | - | - |
| ---- | ---- | ---- | - | - | - | - | - | - |
| 462  | 540  | 572  | - | - | - | - | - | - |

## Culture locale et patrimoine

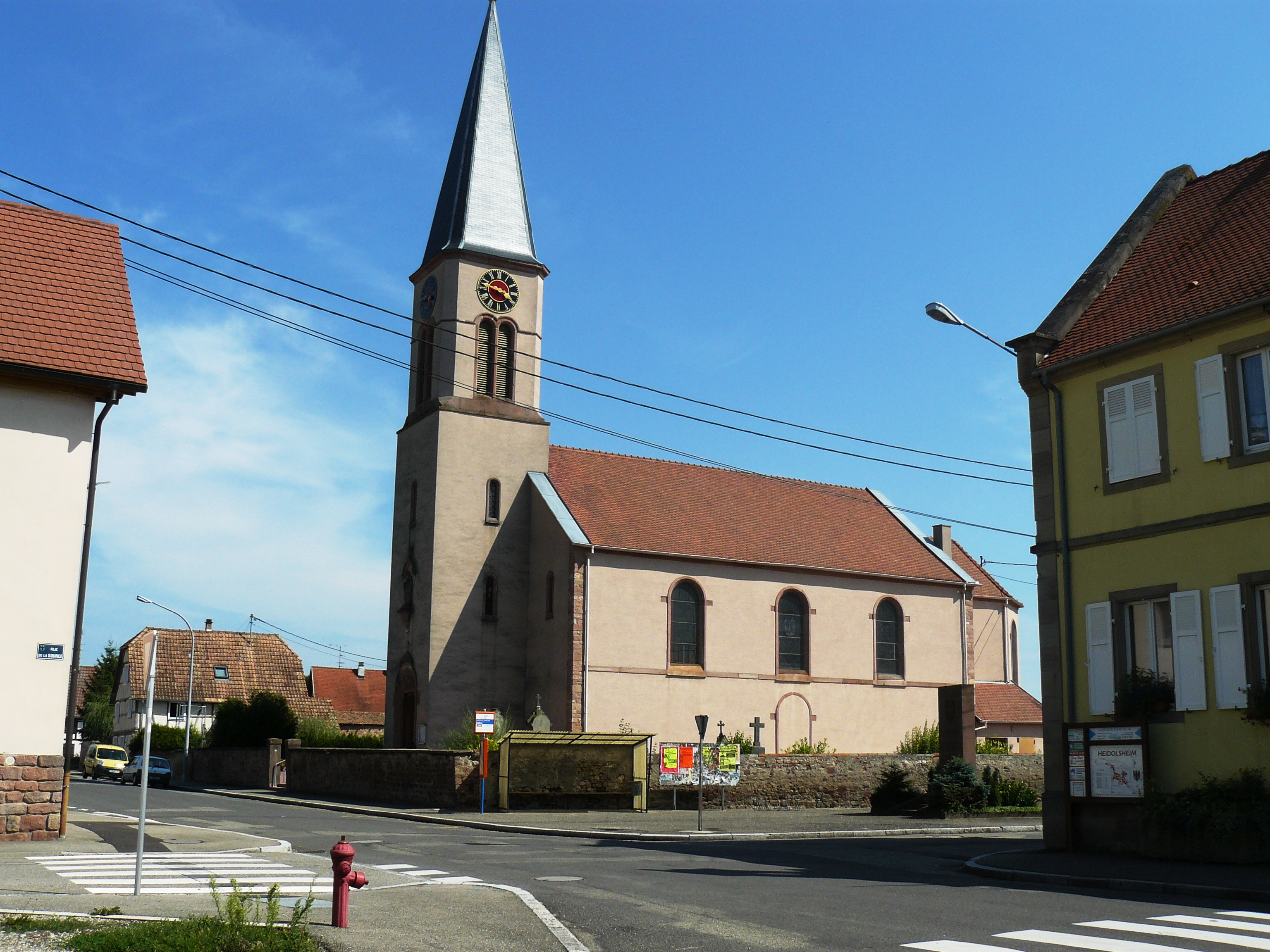
L'église de Heidolsheim.

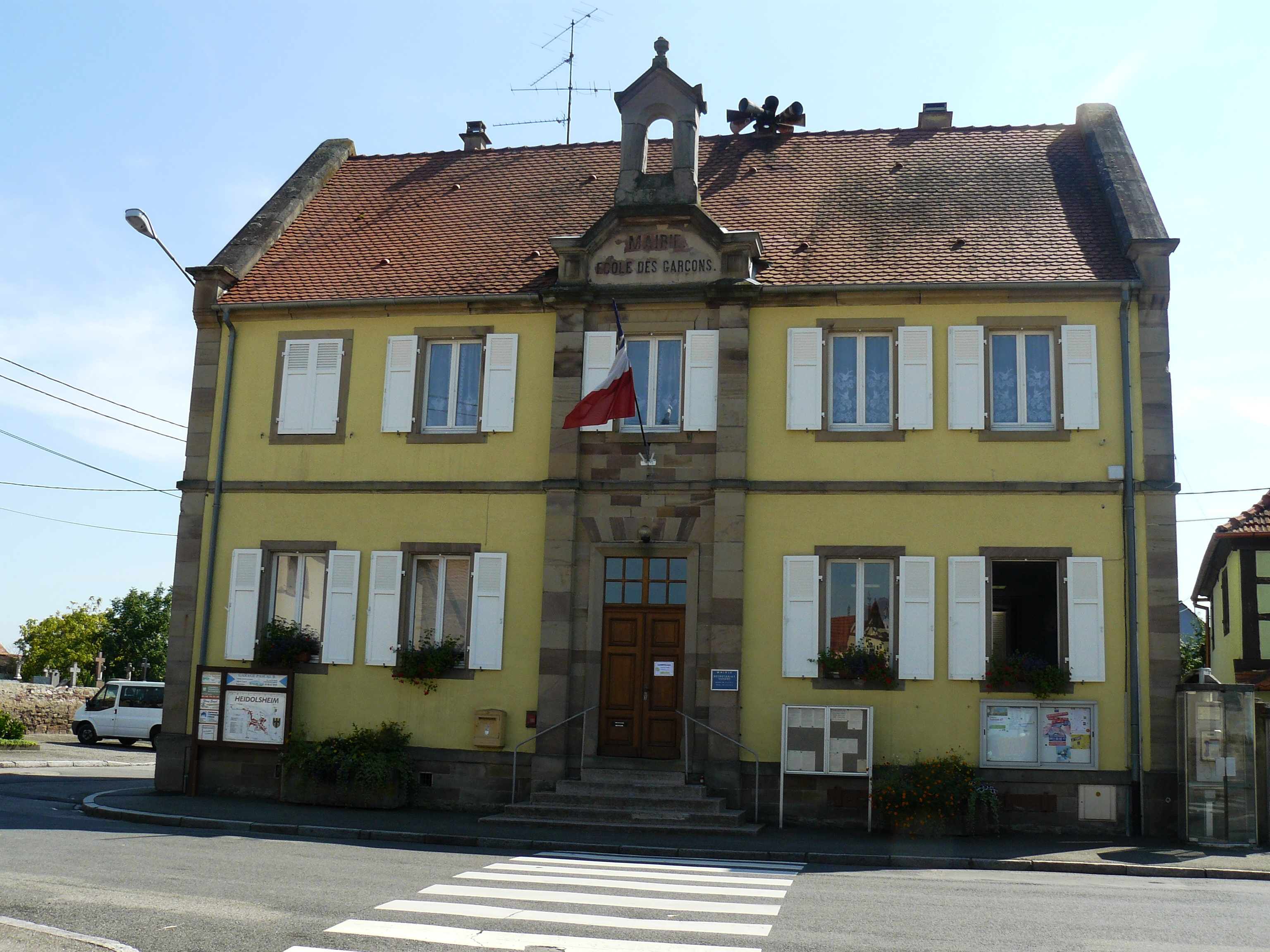
La mairie-école.

### Lieux et monuments
- L'église Saint-Sigismond.
- La mairie-école.
- Maison du XVIIIe siècle.

### Personnalités liées à la commune
- Jakob Amman, le prédicateur anabaptiste fondateur de la communauté des Amish, aurait séjourné à Heidolsheim entre 1693 et 1695 puis se serait ensuite fixé dans la vallée de Sainte-Marie-aux-Mines au lieu-dit la Petite Lièpvre.

### Héraldique
| Blason de Heidolsheim | Blason  | D'azur aux deux pals d'or, à l'aigle de sable, armée et lampassée de gueules, brochant sur le tout. |
| Blason de Heidolsheim | Détails | |